# 1979 (roman)
1979 är en roman från 2001 av den schweiziske författaren Christian Kracht. Den handlar om en ung inredningsarkitekt som upplever iranska revolutionen under en natt av dekadent festande. Därefter besöker han det heliga berget Kailash i Tibet och blir tillfångatagen av kinesiska militärer.

## Handling
Den namnlöse berättaren är en inredningsarkitekt som ständigt noterar inredning, klädsel och populärmusik. Hans arrogante men allmänbildade ex-pojkvän Christopher tar med honom till Iran 1979. Efter att ha besökt Alamuts ruiner deltar de i en drogstinn fest i Teheran, där huvudpersonen lär känna en excentrisk rumän vid namn Mavrocordato. Christopher avlider under natten på ett smutsigt sjukhus för kriminella. Iranska polisen tror att de två männen är CIA-agenter och skjutsar huvudpersonen till tyska ambassaden. Vicekonsuln råder honom att lämna Iran på grund av den pågående revolutionen. Han hamnar hos Mavrocordato som säger åt honom att besöka det heliga berget Kailash i Tibet och bidrar med pengar till detta.
Huvudpersonen betalar en man för att illegalt ta honom till foten av Kailash. Han går ett varv runt berget och känner inget särskilt. Han slår sällskap med en grupp tibetaner som lär honom att kasta sig på sina knän vid varje steg runt berget, och hamnar i religiös hänryckning. En grupp kinesiska militärer upptäcker dem och tar samtliga till fånga. Huvudpersonen hamnar i ett fångläger där han frivilligt studerar Maos lilla röda. Han förs till ett arbetsläger där fångarna endast ges en daglig hirsboll och en skopa vatten som föda. För att få protein stjäl fångarna avföring från vakternas toalett som de använder för att föda upp maskar.

## Utgivning
Boken gavs ut 24 september 2001 genom Kiepenheuer & Witsch i Köln. Den tyska förstaupplagans omslag var utformat av Peter Saville, känd för sina skivomslag för Factory Records. Den tyska pocketutgåvans omslag använde Odd Nerdrums målning The brick från 1982. Boken gavs ut på svenska 2016 i översättning av Anna Bengtsson.

## Mottagande
Elke Heidenreich på Der Spiegel skrev att "1979 är en bok om dekadens – den västliga konsumtionens och de östliga frälsningslärornas dekadens, lägrens dekadens och drogfesternas dekadens".